# Herne and Broomfield
Herne and Broomfield är en civil parish i grevskapet Kent i sydöstra England. Den ligger i distriktet Canterbury och utgörs av orterna Herne och Broomfield. Civil parishen hade 8 765 invånare vid folkräkningen år 2021.